# Otto-Mauer-Preis
Der Msgr. Otto Mauer-Preis ist ein österreichischer Kunstpreis.

## Geschichte
Der Msgr. Otto Mauer-Preis wurde 1981 mit der Intention gestiftet, in Fortführung der Anliegen von Monsignore Otto Mauer (1907–1973), junge zeitgenössische Künstler zu fördern. Das Preisgeld kommt aus dem Otto-Mauer-Fonds, welcher 1980 als Stiftung der Erzdiözese Wien eingerichtet wurde. Der Preis war von 1981 bis 1994 mit 100.000 und von 1995 bis 2001 mit 150.000 Schilling dotiert. Derzeit beträgt das Preisgeld 11.000 Euro.
Anfangs wurde der Preis für Malerei und Skulptur vergeben. 1996 wurde der Preis auf die Bereiche Malerei, Grafik, Skulptur, Objekte, Installationen und Neue Medien ausgeweitet.
Die Jury für den Msgr. Otto Mauer-Preis besteht wechselnd aus österreichischen Persönlichkeiten, Künstlern und Kunstkritikern wie Gunter Damisch, Gustav Schörghofer SJ und Sabine B. Vogel.

## Preisträger
- 1981 Alfred Klinkan
- 1982 Gottfried Mairwöger
- 1983 Erwin Bohatsch
- 1984 Erwin Wurm
- 1985 Gunter Damisch
- 1986 Franz West
- 1987 Gustav Troger
- 1988 Peter Kogler
- 1989 Brigitte Kowanz
- 1990 Christoph Luger
- 1991 Martin Walde
- 1992 Lois Renner
- 1993 Heimo Zobernig
- 1994 Tobias Pils
- 1995 Maria Hahnenkamp
- 1996 Otto Zitko
- 1997 Aglaia Konrad
- 1998 Gregor Zivic
- 1999 Manfred Erjautz
- 2000 Florian Pumhösl
- 2001 Michael Kienzer
- 2002 Dorit Margreiter
- 2003 Simon Wachsmuth
- 2004 Esther Stocker
- 2005 Jun Yang
- 2006 Bernhard Fruehwirth
- 2007 Ursula Mayer
- 2008 Isa Rosenberger
- 2009 Siggi Hofer
- 2010 Katrina Daschner
- 2011 Kamen Stoyanov
- 2012 Ralo Mayer
- 2013 Luisa Kasalicky
- 2014 Nilbar Güres
- 2015 Catrin Bolt
- 2016 Andreas Fogarasi
- 2017 Toni Schmale
- 2018 Anna Witt
- 2019 Alfredo Barsuglia
- 2020 Barbara Kapusta
- 2021 Katrin Hornek[1]
- 2022 Maruša Sagadin
- 2023 Belinda Kazeem-Kamiński
- 2024 Cäcilia Brown

## Vorsitzende der Jury
- 1981–1996 Günter Rombold
- 1997–1999 Matthias Boeckl
- ab 2000 Gustav Schörghofer
- Stand 2015: Georg Prantl

Im Jahr 2017 bestand die Jury aus Veronika Dirnhofer, Künstlerin, Andreas Fogarasi, Preisträger 2016, Hemma Schmutz, Künstlerische Direktorin des Lentos Kunstmuseums Linz, Gustav Schörghofer SJ und Johanna Schwanberg, Direktorin des Dom Museums Wien.